# إيهاب المساكني
إيهاب المساكني (13 يوليو 1988 بتونس في تونس - ) هو لاعب كرة قدم تونسي في مركز الوسط. شارك مع منتخب تونس لكرة القدم. أما مع النوادي، فقد لعب مع الترجي الرياضي التونسي والقوافل الرياضية بقفصة والنجم الرياضي الساحلي ونادي العهد ونادي الملعب التونسي.

## روابط خارجية
- إيهاب المساكني على موقع قاعدة بيانات كرة القدم.إي يو (الإنجليزية)
- إيهاب المساكني على موقع ناشيونال فوتبول تيمز (الإنجليزية)